# Bharuch INA
Bharuch INA è una città dell'India di 391 abitanti, situata nel distretto di Bharuch, nello stato federato del Gujarat. In base al numero di abitanti la città rientra nella classe VI (meno di 5.000 persone). L'acronimo INA sta per Industrial Notified Area ("Area Industriale Pianificata").

## Società

### Evoluzione demografica
Al censimento del 2001 la popolazione di Bharuch INA assommava a 391 persone, delle quali 219 maschi e 172 femmine. I bambini di età inferiore o uguale ai sei anni assommavano a 52, dei quali 30 maschi e 22 femmine. Infine, coloro che erano in grado di saper almeno leggere e scrivere erano 280, dei quali 167 maschi e 113 femmine.